# Salomon Szapiro
Salomon Szapiro, Dr Szeffer (ur. 1882 w Łodzi, zm. 1944) – lekarz, szachista i pisarz religijny W 1939 opublikował w języku hebrajskim, jako dr Szeffer, komentarz do Biblii.. 9 lutego 1944 rozegrał swoją ostatnią partię szachów z Dawidem Daniuszewskim w łódzkim getcie.